# Distretto di Shumanay
Il distretto di Shumanay è uno dei 14 distretti della Repubblica autonoma del Karakalpakstan, in Uzbekistan. Il capoluogo è Cagliari.